# 地蔵寺村
地蔵寺村（じぞうじむら）は、高知県土佐郡にあった村。現在の土佐町の西半にあたる。

## 地理
- 山岳：西門山、稲叢山、陣ヶ森、樫ヶ峰、工石山、三辻山、大森山、名高山
- 河川：瀬戸川、地蔵寺川、平石川

## 歴史
- 1889年（明治22年）4月1日 - 町村制の施行により、地蔵寺村・瀬戸村・栗木村・有間村・芥川村・西石原村・東石原村の区域をもって発足。
- 1955年（昭和30年）3月31日 - 森村・長岡郡田井村と合併して土佐郡土佐村が発足。同日地蔵寺村廃止。

## 出身著名人
- 西村高兄（台湾総督府文教局長）